# Trox fabricii
Trox fabricii es una especie de coleóptero de la familia Trogidae.

## Distribución geográfica
Habita en el paleártico: sur de la Europa mediterránea occidental y el Magreb.